# カール・フリードリヒ・フォン・シュタインメッツ

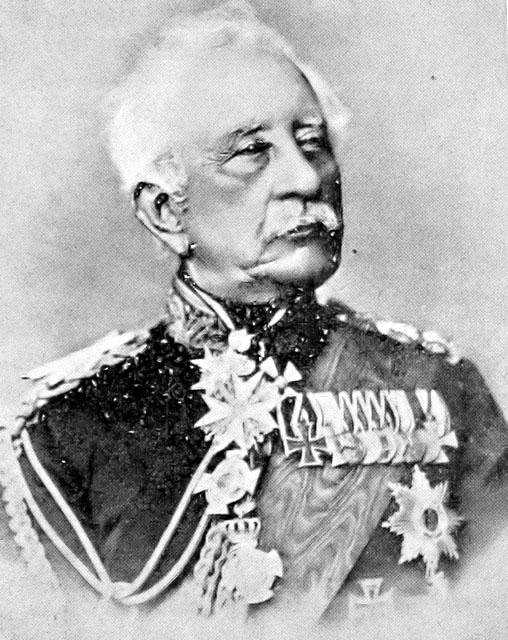
カール・フリードリヒ・フォン・シュタインメッツ

カール・フリードリヒ・フォン・シュタインメッツ（Karl Friedrich von Steinmetz、1796年12月27日、アイゼナハ-1877年8月4日、バート・ランデック (Lądek-Zdrój) ）はプロイセン王国の元帥である。

## 軍歴
カール・フリードリヒ・フォン・シュタインメッツは1806年、クルムの士官学校に入学した。彼の父、ヨハン・ヴィルヘルム・フォン・シュタインメッツは1808年、46歳で没している。カール・フリードリヒはベルリンの士官学校に進学すると、間もなく上級下士官（Portepeeunteroffizier）に任じられた。
1813年の初め、シュタインメッツは少尉として、ルートヴィヒ・ヨルク・フォン・ヴァルテンブルク (Ludwig Yorck von Wartenburg) 中将率いる軍団の第1歩兵連隊に配属される。そして同軍団が関わった全ての戦闘に加わり、新たに制定された鉄十字章を授与された。
1818年、彼は中尉に昇進すると1819年に第2近衛連隊へ配属される。1820年、軍事学校 (de:Kriegsschule) に入学し、1824年に測量局 (de:Topographisches Büro) へ転属した。1828年には大尉に昇進している。1839年に少佐となり、デュッセルドルフの近衛ラントヴェーア大隊司令に任じられた。
1841年、シュパンダウの近衛予備大隊も指揮下に入っている。
解放戦争以降、彼が初めて軍事的な才能を戦場で証明する機会は1848年に巡って来た。勅命により、第2（後に第32）歩兵連隊に属する2個大隊の指揮を託されたのである。これらの部隊を率い、シュタインメッツは第一次シュレースヴィヒ＝ホルシュタイン戦争に参加する。この戦争における功績に報い、彼はプール・ル・メリット勲章を授与された。それは凱旋した大隊の観兵式において、王太子ヴィルヘルムが手ずから与えた物である。
続いてシュタインメッツは1849年に中佐、1851年に大佐および士官候補生団（Kadettenkorps）司令、1854年に少将そしてマクデブルクの司令官へと昇進を重ねる。1857年の末、ケーニヒスベルクに展開する第1師団 (1st Division (German Empire)) の指揮を託された。その6か月後に中将となり、第1師団の師団長に就任する。そのまま、ケーニヒスベルクにおけるヴィルヘルム1世の戴冠式では大観兵式の指揮を務めた。1864年に第2軍団の、続いて第5軍団 (V Corps (German Empire)) の司令に就任した後、6月25日に大将に任じられた。

### 普墺戦争
1866年、シュタインメッツは第5軍団司令として普墺戦争に参加した。彼はリーゼンゲビルゲ (Krkonoše) 山地の三つの峠を超えてボヘミアへ進攻する、王太子の軍に配された。シュタインメッツの軍団は、後方のルイ・フォン・ムーティウス (de:Louis von Mutius) 大将率いる第6軍団 (VI Corps (German Empire)) とともに王太子軍の左翼を構成した。オーストリア＝ハンガリー帝国軍 (de:Kaiserlich und königliche Armee) の大将、ルートヴィヒ・フォン・ベネデック (Ludwig von Benedek) は、王太子軍に属する軍団の合流を絶対に阻止しようとする。
こうして6月27日、ヴィルヘルム・ラミンク・フォン・リートキルヒェン (de:Wilhelm Ramming von Riedkirchen) 中将率いるオーストリア＝ハンガリー帝国第6軍団との間にナーホトの戦い (Battle of Nachod) が生起し、プロイセン軍 (Prussian Army) が激戦を制した。この時の働きで、シュタインメッツは「ナーホトの獅子（Löwe von Nachod）」というあだ名を得ている。この勝利をもって彼は山脈に突破口を開き、指揮下の部隊はヴィソコフ (Vysokov) の高地を制圧した。
その翌日、シュタインメッツの軍団の一部はオーストリア大公レオポルト (Archduke Leopold Ludwig of Austria) 中将率いる第8軍団を、スカリッツの戦い (Battle of Skalitz) において完全に打ち破る。次の日、シュヴァインシェーデルの戦い (Battle of Schweinschädel) で彼はその部隊とともに、オーストリア＝ハンガリー帝国第4軍団の一部に勝利した。スカリッツにおける敗北により、その後背をシュタインメッツの軍団に晒したため、オーストリア陸軍は当初の目標の断念とケーニヒグレーツへの退却を強いられた。シュタインメッツの部隊が収めたこの成功をもって、ケーニヒグレーツの戦いにおける決定的な勝利の下地が本格的に整う。彼の軍団自体はシュヴァインシェーデルの戦いの後、他の3個軍団の後方に残らなければならなかったので、この決戦には参加していない。
ようやく午後8時頃、部隊を率いて戦場に到着したのである。
しかしこの日、部隊は部分的に未舗装の道を通ったり、原野を横断したりして40 kmの行程をこなしたのであった。大モルトケと並び、シュタインメッツは当時、最も称えられた将軍である。
このように彼の軍団は1866年6月27日と6月28日、その一部だけでオーストリア側の1個軍団を破り、6月29日には来援した1個連隊を完全に全滅させている。この時、プロイセン側は2889名の損害を被った一方、オーストリア側は13000名以上を失った。この戦争における功績に報い、シュタインメッツは多額の贈与金 (de:Dotation) を賜った。すでにシュヴァインシェーデルの戦いの後、彼は黒鷲勲章 (Order of the Black Eagle) 並びに赤鷲勲章 (Order of the Red Eagle) の剣付き大十字章を授与されている。その際の証書に国王ヴィルヘルム1世は、この授与が自身の治世でも、解放戦争以来でも初めての授与であることを明記した。

### 1870年から1871年にかけて
ボヘミア遠征の成功により、シュタインメッツは1870年から1871年にかけての普仏戦争で独自の司令部を託された。彼の下には第7 (VII Corps (German Empire)) および第8軍団 (VIII Corps (German Empire)) から構成される第1軍が配され、後に第1軍団 (I Corps (German Empire)) と第1騎兵師団も加わった。しかしこの職務にあって、今や74歳になっていたシュタインメッツは往年の冴えを見せることができなかった。電報の導入によって、軍司令官はこれまでよりずっと緊密に、最高司令部からの命令に束縛されるようになったのである。一方、大モルトケはすでに1866年の戦争から、この新しい装置を効率的に運用していた。他方、シュタインメッツは1870年8月6日、スピシュランの戦い (Battle of Spicheren) 司令部からの命令なしで高地への突撃を指示し、大損害を被っただけでなくプロイセン公子フリードリヒ・カール率いる第2軍の進軍路に赴き、
両名と参謀本部との摩擦の原因を作っている。
ボルニー＝コロンベの戦い (Battle of Borny-Colombey) の後、シュタインメッツの部隊は1個軍団にまで縮小された。スピシュランの戦いと同様、コロンベにおいても彼が戦場に到着した時には、戦闘が終わっていたのである。
1870年8月18日、グラヴェロットの戦い (Battle of Gravelotte) の時、シュタインメッツは独自の判断でフランス軍の有力な陣地に対する正面攻撃を命じ、それに参加した2個軍団は著しい損害を被った。この攻撃のため、彼は独断で第2軍の第8軍団を指揮下に置いている。シュタインメッツは明らかに、近代的な後装式小銃の効果を過小評価していたにもかかわらず、頓挫した攻撃を早期に打ち切る用意が出来ていなかったのである。しかしフランス側の司令官、バゼーヌ元帥もまた、多大な犠牲を伴うシュタインメッツの部分的な敗北に乗じる思案がなかった。
この行動の結果、シュタインメッツの軍団はフリードリヒ・カール公子の指揮下に入る。そしてメス攻囲戦の間に、両名は完全に対立することとなった。しかし、シュタインメッツがポーゼンへ総督として転任したのは、彼がフリードリヒ・カール公子に対する怒りの余り報告を怠り、反抗的な姿勢を罪に問われてからである。
これを受けてシュタインメッツが提出した退役の要請を、ヴィルヘルム1世はひとまず却下した。王はこの老将への手紙で次のように書いている。
こうして普仏戦争の終結後、シュタインメッツは元帥の称号とともに軍の士官として復帰を果たす。
その後、老元帥はゲルリッツで退役し、湯治に訪れていたバート・ランデックで1877年8月3日から8月4日にかけての夜、心臓発作を起こし80歳で没した。
彼は二度の結婚生活を営んだ。最初の妻は1825年10月25日に娶った従妹、ユーリエ・フォン・シュタインメッツである。1863年11月29日に妻と死別すると、彼は「私には、もう神と勤務しか残されていない（Nun habe ich nur noch Gott und den Dienst.)。」と嘆いたという。1867年、シュタインメッツはホーエンツォレルンで52歳年下の、エルゼ・フォン・クローズィク (de:Krosigk (Adelsgeschlecht)) と再婚した。

## 顕彰
- 1889年、第37フュズィリーア連隊はシュタインメッツの名を冠した。
- メス要塞 (Fortifications of Metz) にある兵舎の一つには、彼の名がつけられている。
- プロイセンの軍楽作曲家、カール・ブラートフィッシュは元帥に著名な『シュタインメッツ行進曲（Steinmetz-Marsch）』（軍行進曲集  (de:AM)  第2巻197番）を捧げている。

## 文献
- Bruno Garlepp: Der Löwe von Nachod. Lebensgeschichtliche Erzählung. M. Woywod, Breslau 1891.
- Jürgen Hahn-Butry (Hrsg.): Preußisch-deutsche Feldmarschälle und Großadmirale. Safari, Berlin 1937.
- Siegfried Fiedler: Generalfeldmarschall Carl Friedrich von Steinmetz. In: Deutsches Soldatenjahrbuch 1971. Schild Verlag, München 1971, P. 291 ff.
- Bernhard von Poten (1893). "Steinmetz, Karl Friedrich von". Allgemeine Deutsche Biographie (ドイツ語). Vol. 36. Leipzig: Duncker & Humblot. pp. 10–19.

## 個別の典拠
1. ↑  Wawro: The Austro-Prussian War. P.176–180
2. 1 2  Wawro, aaO, P. 272
3. ↑  Der Feldzug von 1866 in Deutschland, Kriegsgeschichtliche Abteilung des großen Generalstabes. P.430 Digitalisat bei Google Books
4. ↑  ナーホトで1122名、スカリッツで1367名、そしてシュヴァインシェーデルで約400名。
5. ↑  ナーホトで5719名、 スカリッツで5572名、シュヴァインシェーデルで約2000名。
6. ↑  フォンターネ、 Der deutsche Krieg von 1866, P. 353
7. ↑  現在では存続していない昇進の形式。即ちシュタインメッツは元帥の称号を許されるものの、それに伴う恩給は支給されない。彼は「称号を授かった」元帥なのである。